# El Campillo de la Jara
El Campillo de la Jara és un municipi de la província de Toledo a la comunitat autònoma de Castella-La Manxa. Limita amb Aldeanueva de San Bartolomé, La Estrella, La Nava de Ricomalillo, Sevilleja de la Jara, Puerto de San Vicente i Mohedas de la Jara.

## Demografia
| 1996 | 1998 | 1999 | 2000 | 2001 | 2002 | 2003 | 2004 | 2005 | 2006 |
| ---- | ---- | ---- | ---- | ---- | ---- | ---- | ---- | ---- | ---- |
| 572  | 545  | 534  | 520  | 502  | 498  | 486  | 465  | 435  | 434  |

## Administració
| Període      | Nom de l'alcalde/-essa                                         | Partit polític | Data de possessió |
| ------------ | -------------------------------------------------------------- | -------------- | ----------------- |
| 1979 - 1983  | Teresa Gómez González                                          | UCD            | 19/04/1979        |
| 1983 - 1987  | Juan Rodríguez García                                          | AP/PDP/UL      | 28/05/1983        |
| 1987 - 1991  | Tomás Aceituno Díaz                                            | PSOE           | 30/06/1987        |
| 1991 - 1995  | Tomás Aceituno Díaz                                            | PSOE           | 15/06/1991        |
| 1995 - 1999  | Santiago Gómez González (23/06/1997) Santiago Quiroga González | PP PP          | 17/06/1995        |
| 1999 - 2003  | José Aceituno Ballesteros                                      | Independent    | 03/07/1999        |
| 2003 - 2007  | Emilio Gamino Sánchez                                          | PSOE           | 14/06/2003        |
| 2007 - 2011  | Emilio Gamino Sánchez                                          | PSOE           | 16/06/2007        |
| 2011 - 2015  | n/d                                                            | n/d            | 11/06/2011        |
| 2015 - 2019  | n/d                                                            | n/d            | 13/06/2015        |
| 2019 - 2023  | n/d                                                            | n/d            | 15/06/2019        |
| Des del 2023 | n/d                                                            | n/d            | 17/06/2023        |